# ناحیه لووئرو
ناحیه لووئرو (به لاتین: Luweero District) یک منطقهٔ مسکونی در اوگاندا است که در استان مرکزی، اوگاندا واقع شده‌است. ناحیه لووئرو ۴۵۸٬۱۵۸ نفر جمعیت دارد.